# 1910 год в истории железнодорожного транспорта
1910 год в истории железнодорожного транспорта

## События
- В России: 
  - открыта железная дорога Харьков — Изюм — Донбасс[1];
  - состоялся VIII Международный электротехнический конгресс, на котором Г. О. Графтио обосновал теорию электрификации существующих дорог, представив реальные расчёты и проекты[2];
  - построены первые системы централизации стрелок и сигналов с механическим приводом через систему гибких или жёстких тяг, управляемых с поста централизации на станции[2];
  - А. Н. Фролов предложил ввести на железных дорогах техническую маршрутизацию перевозок и специализацию поездов, которые были приняты на нескольких дорогах[2].
- На территории Гвинеи построена первая железнодорожная линия Конакри — Куруса[2].
- В Берне (Швейцария) состоялся VIII Международный железнодорожный конгресс (сообщение П. Я Каменцева)[3].
- 25 мая открыта Трансандинская железная дорога между Аргентиной и Чили.
- 1 октября открылась британская секция Коулун-Кантонской железной дороги в Гонконге[2].

## Новый подвижной состав
- В Англии на паровозостроительном заводе у Девяти Вязов Лондонской и Юго-Западной железной дороги выпущены 5 паровозов 2-3-0 LSWR P14 class по проекту Дугалда Драммонда[4].
- В Германии:
  - на машиностроительном заводе Гартмана в городе Хемниц начался выпуск паровозов серии Sächsische XII H2;
  - на заводах компании Berliner Maschinenbau начался выпуск паровозов серии Gruppo 625.
- В России:
  - Коломенский завод начал выпуск паровозов серии Ы;
  - начался выпуск паровозов серии С.
- В Индонезии начато паровозостроение.

## Катастрофы на железной дороге
- 5 марта 1910 года на перевале Роджерса в Скалистых горах (Канада), специальный поезд с рабочими был сброшен лавиной с 15-метровой высоты. В результате катастрофы погибли 59 рабочих и 4 члена локомотивной бригады. В живых остался только кочегар. Поезд был направлен на расчистку путей, заваленных снежной лавиной[5].
- 30 сентября 1910 года произошла уникальная в своём роде авария. В Саратове товарный поезд столкнулся с трамваем, о чём было сообщено в 42-м номере «Огонька»[6].